# Idrissa Ibrahim Maiga
 (mars 2025).
Pour les articles homonymes, voir Maiga.
Idrissa Ibrahim Maiga ou Ibrahim Idrissa Maïga, né le 12 mars 1999 est un taekwondoïste burkinabè évoluant dans la catégorie -68kg. Ancien champion du Burkina Faso et champion d'Espagne pour la coupe des clubs de taekwondo en 2023, il participe aux Jeux olympiques d'été 2024 où il perd en 8e de finale contre le Turc Hakan Reçber.

## Biographie
En 2022, il participe au Jeux africains au Rwanda où il remporte 2 médailles d'argent. À Accra, l'année qui suit, il remporte la médaille de bronze durant cette même compétition. Maiga est également diplômé de l'école d'ingénieurie 2IE (Institut international d'ingénieurie de l'Eau et de l'Environnement) puis élu meilleur athlète par l'association des journalistes sportifs du Burkina Faso. Il décroche la médaille d'or à la coupe des clubs de taekwondo d'Espagne dans la catégorie -68kg. Soutenu par la bourse du fonds national pour la promotion du sport et des loisirs, il participe aux Jeux olympiques d'été Paris 2024. Il achève son parcours en 8e de finale contre le Turc Hakan Reçber.

## Palmarès
| Année | Compétition                  | Pays    | Distinction           |
| ----- | ---------------------------- | ------- | --------------------- |
| 2022  | Jeu africain                 | Rwanda  | 2 Médailles de Bronze |
| 2023  | Jeu africain                 | Accra   | 1 Médaille d'Argent   |
| 2023  | Coupe des clubs de Taekwondo | Espagne | 1 médailles d'or      |
| 2024  | Jeu olympique d'été 2024     | France  | Aucune                |